# آندره دیوامبز
آندره ویکتور آدوارد دیوامبز (به فرانسوی: André Victor Édouard Devambez؛ زاده ۲۶ مه ۱۸۶۷، پاریس - درگذشت ۲۷ سپتامبر ۱۹۴۴، پاریس) نقاش و تصویرگر اهل فرانسه بود؛ به ویژه برای کتاب‌های کودکان.
وی برندهٔ جوایزی همچون جایزه بزرگ رم شده‌است.